# Grote tempel van Petra

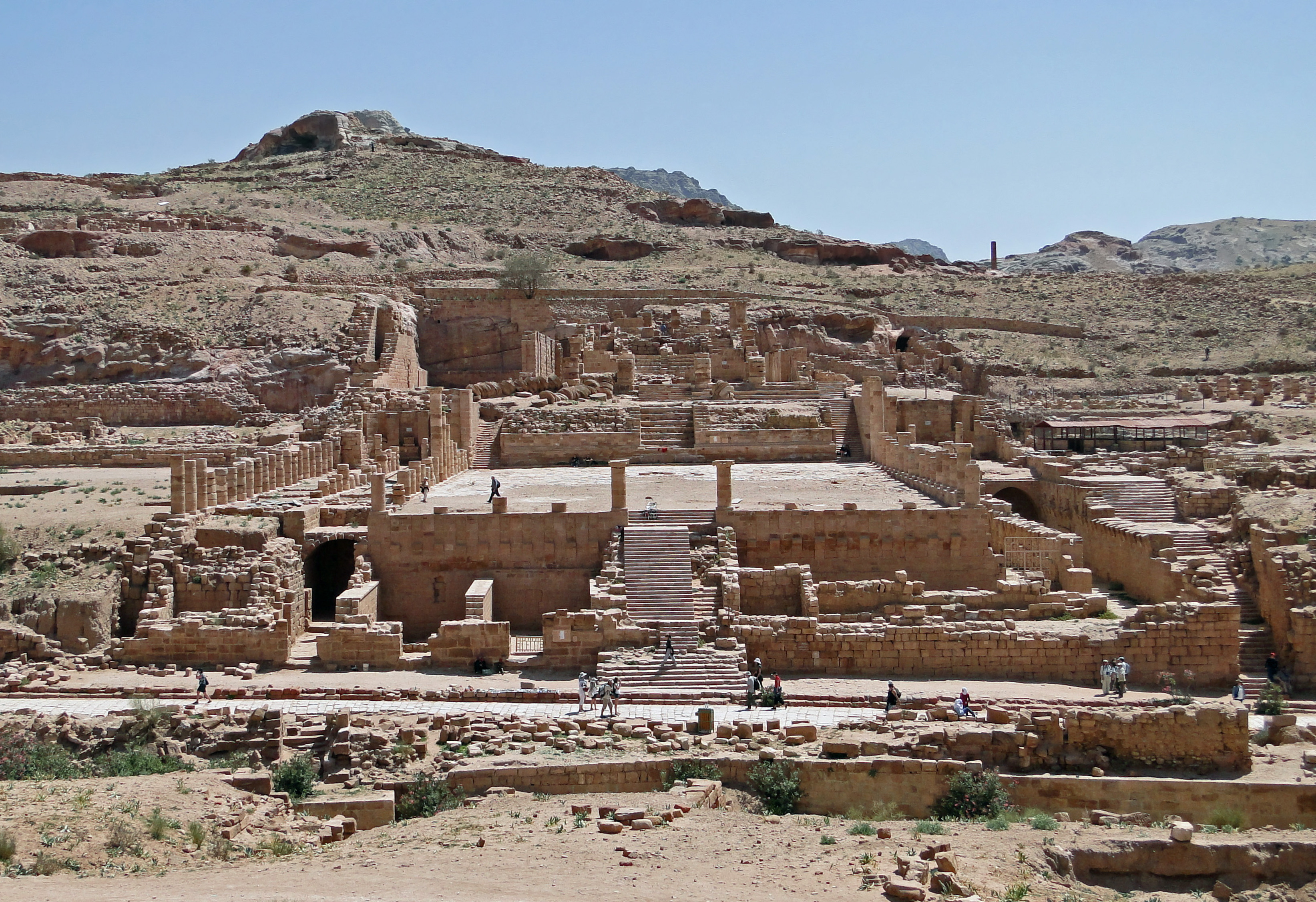
'Grote tempel' van Petra

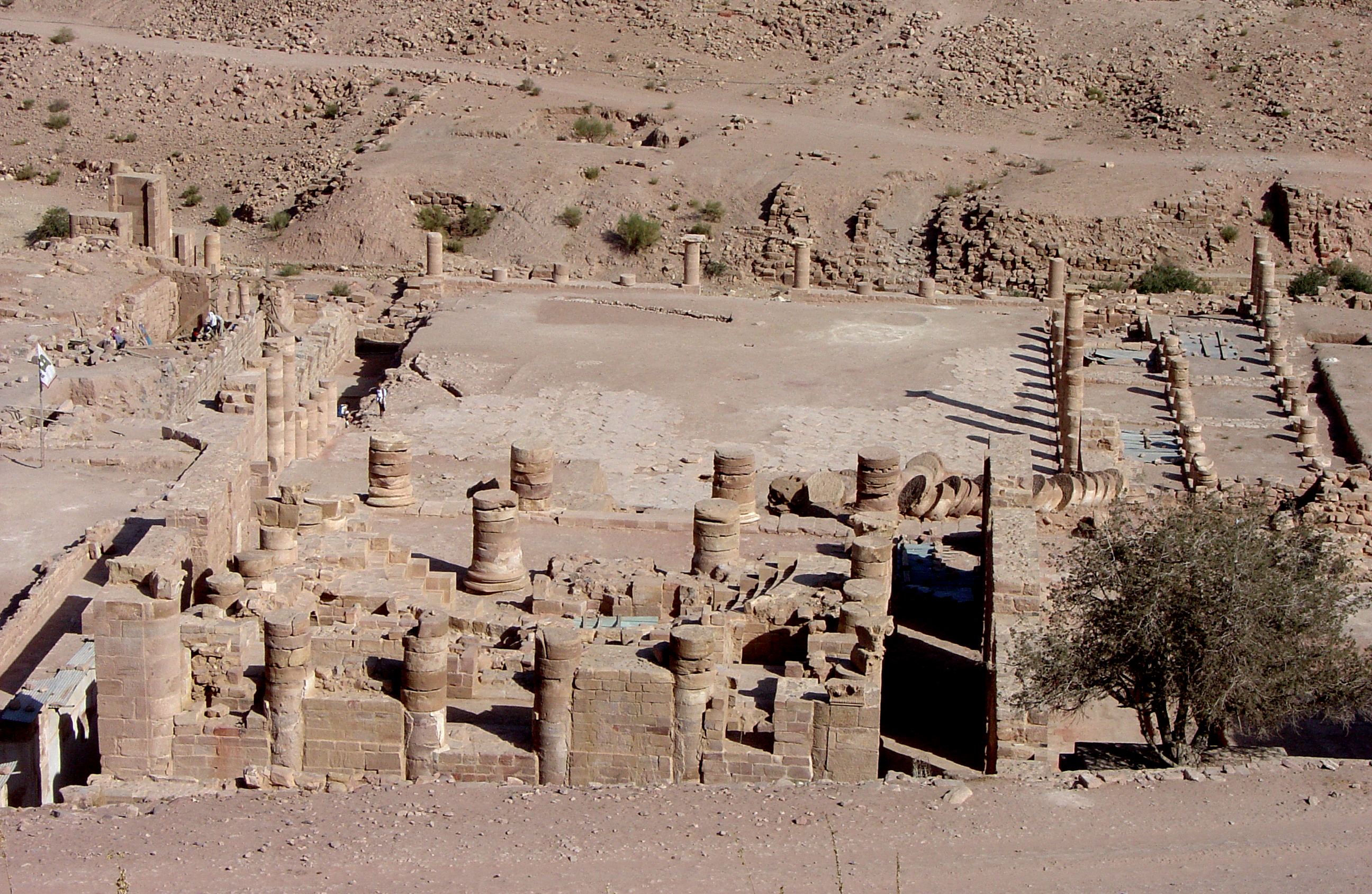
Binnenplaats van het benedendeel

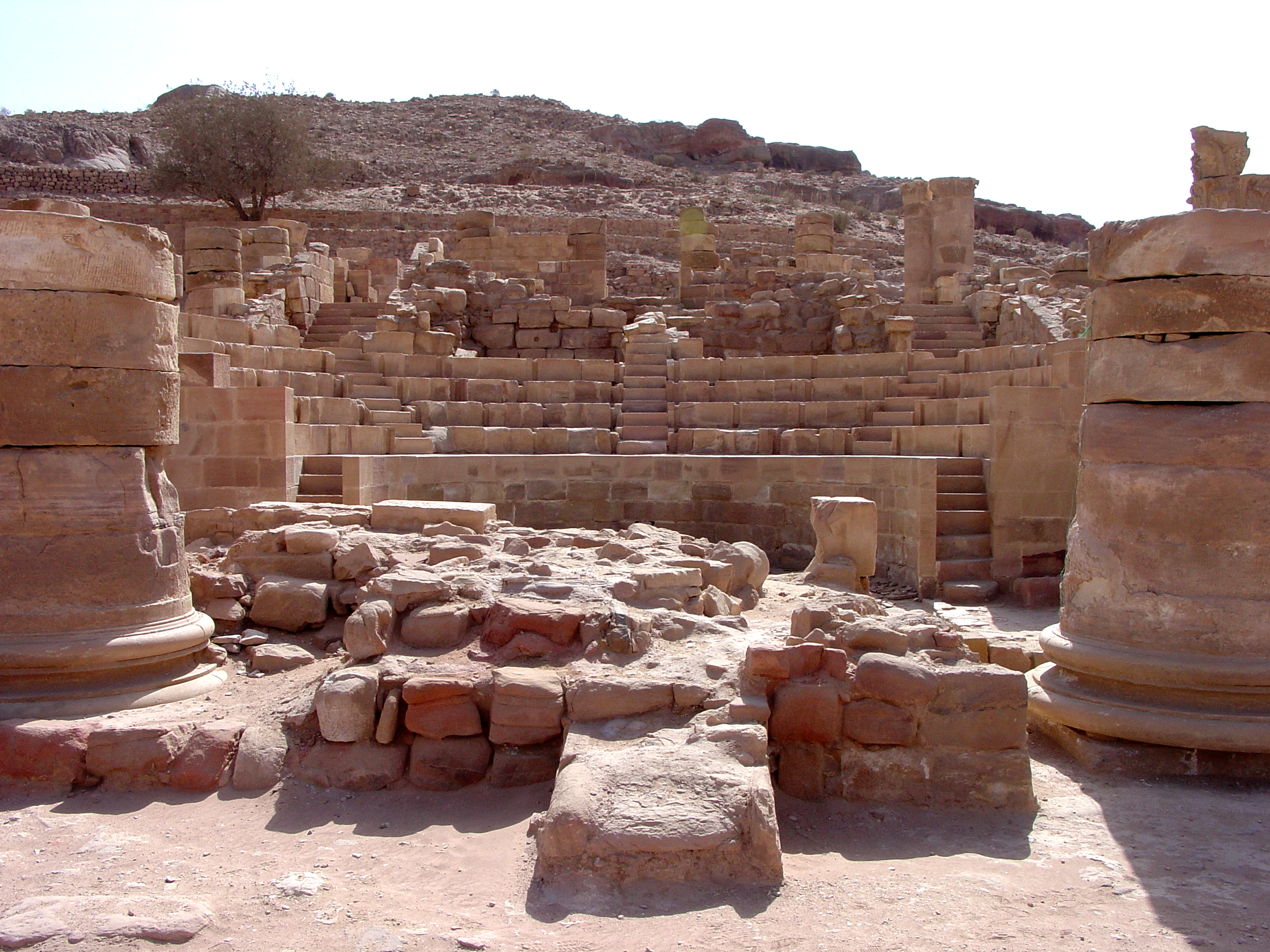
Theater op het bovendeel

Het zogenaamde Grote Tempel-complex is gebouwd tussen 25 v. Chr. en 100 n. Chr. en is het grootste gebouw in Petra. Ondanks de naam is de oorspronkelijke functie niet duidelijk.
De 'grote tempel' is gelegen aan de hoofdweg in Petra. Rond 1920 stelde men bij archeologisch veldonderzoek vast dat hier een structuur gelegen was en vanwege de omvang ervan werd deze aangeduid als 'grote tempel'. Pas sinds 1993 zijn opgravingen gaande bij het complex, onder leiding van archeologen van de Brown-universiteit.
Een monumentale entree (propylon) verschaft toegang tot twee opeenvolgende open vlaktes op verschillende hoogtes. Het lagere deel was een ruime, geplaveide binnenplaats met aan weerszijden drie rijen kolommen. Bovenaan de kolommen prijkten olifanthoofden uitgehouwen uit geïmporteerd kalksteen, dit was een exotisch symbool van macht. Een aantal kolommen zijn herbouwd.
Uit opgravingen is gebleken dat het hoger gelegen tweede deel van de Grote Tempel een klein theater was met rijen om te zitten in een halve cirkel. Vanwege het kleine formaat vermoedt men dat dit ontworpen was als raadkamer voor de lokale regering of juridische raadszaal (Bouleuterion). De aanwezigheid van dit kleine theater en de naastgelegen binnenplaats suggereren dat het complex vooral civiel gebruikt werd onder de bescherming van de Nabateese koninklijke familie. De ligging buiten het Qasr al-Bint-tempelcomplex suggereert eveneens dat het een seculaire functie had, hoewel niet uitgesloten is dat er ook religieuze activiteiten plaatsvonden.
Andere bijzondere eigenschappen van het 'Grote Tempel'-complex zijn: het ondergrondse drainagesysteem, diverse baden die ontdekt zijn aan de westkant van de tempel, en aan de zuidkant een werkplaats om mallen voor pleisterwerk te maken.